# Carl Nissen

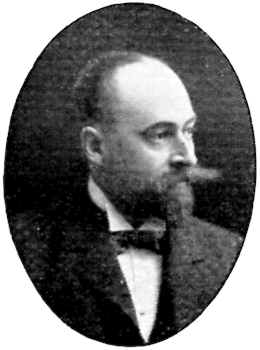
Carl Nissen

Carl Adolf Nissen, född den 10 mars 1861 i Rendsborg, Danmark, död den 23 april 1945 i Stockholm, var en svensk arkitekt, skådespelare och författare.

## Liv och verk
Nissens föräldrar var svenskar. Han studerade vid Tekniska skolan och vid Konstakademien i Köpenhamn samt vid teknisk högskola i Dresden. Han återvände till Sverige 1886. 
Som arkitekt blev han expert på skolbyggnader och han ritade över hundra sådana i Sverige, bland annat i Örebro, Karlstad, Gällivare, Ronneby och Umeå. Han drev egen arkitektverksamhet i Göteborg 1890–1896 och i Örebro 1896–1922. Från 1922 var han bosatt i Stockholm. 
Nissen skrev även kulturhistoriska och skönlitterära verk. Han är begravd på Djursholms begravningsplats.

## Bilder

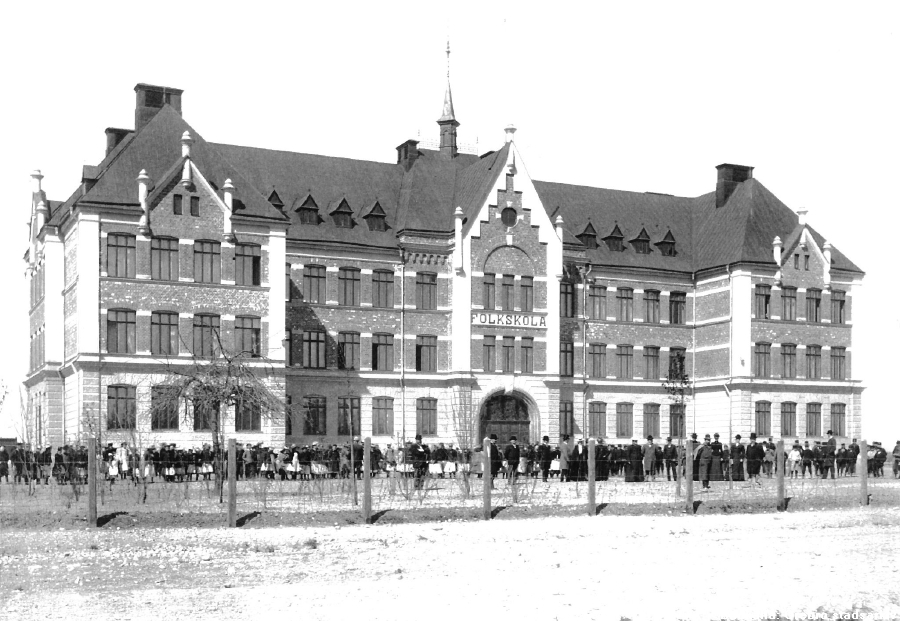
Västra folkskolan (Vasaskolan, Örebro) år 1903.
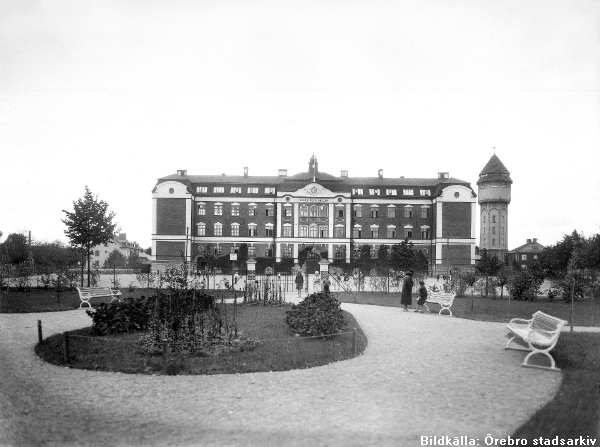
Olaus Petriskolan, Örebro
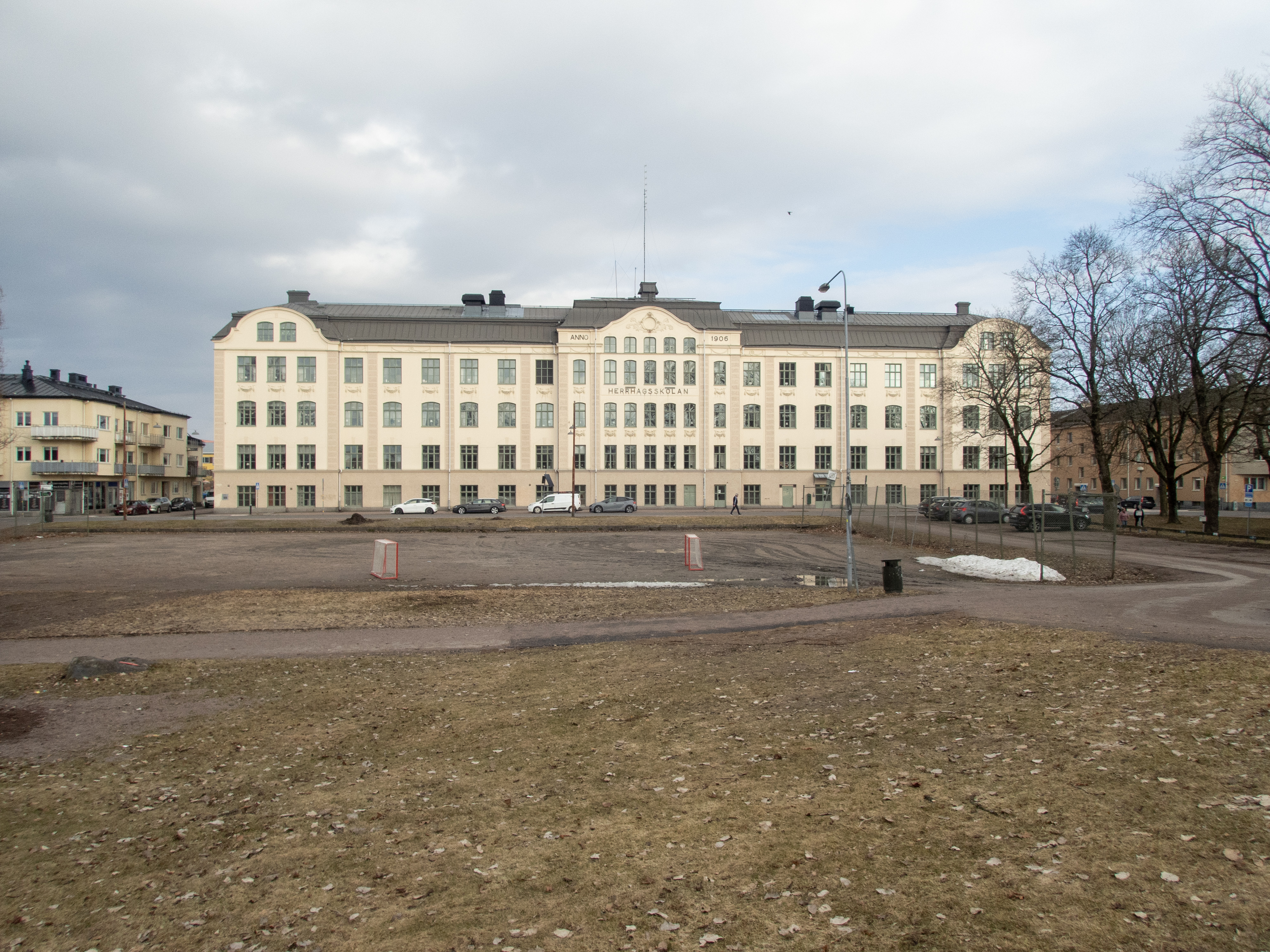
Herrhagsskolan i Karlstad
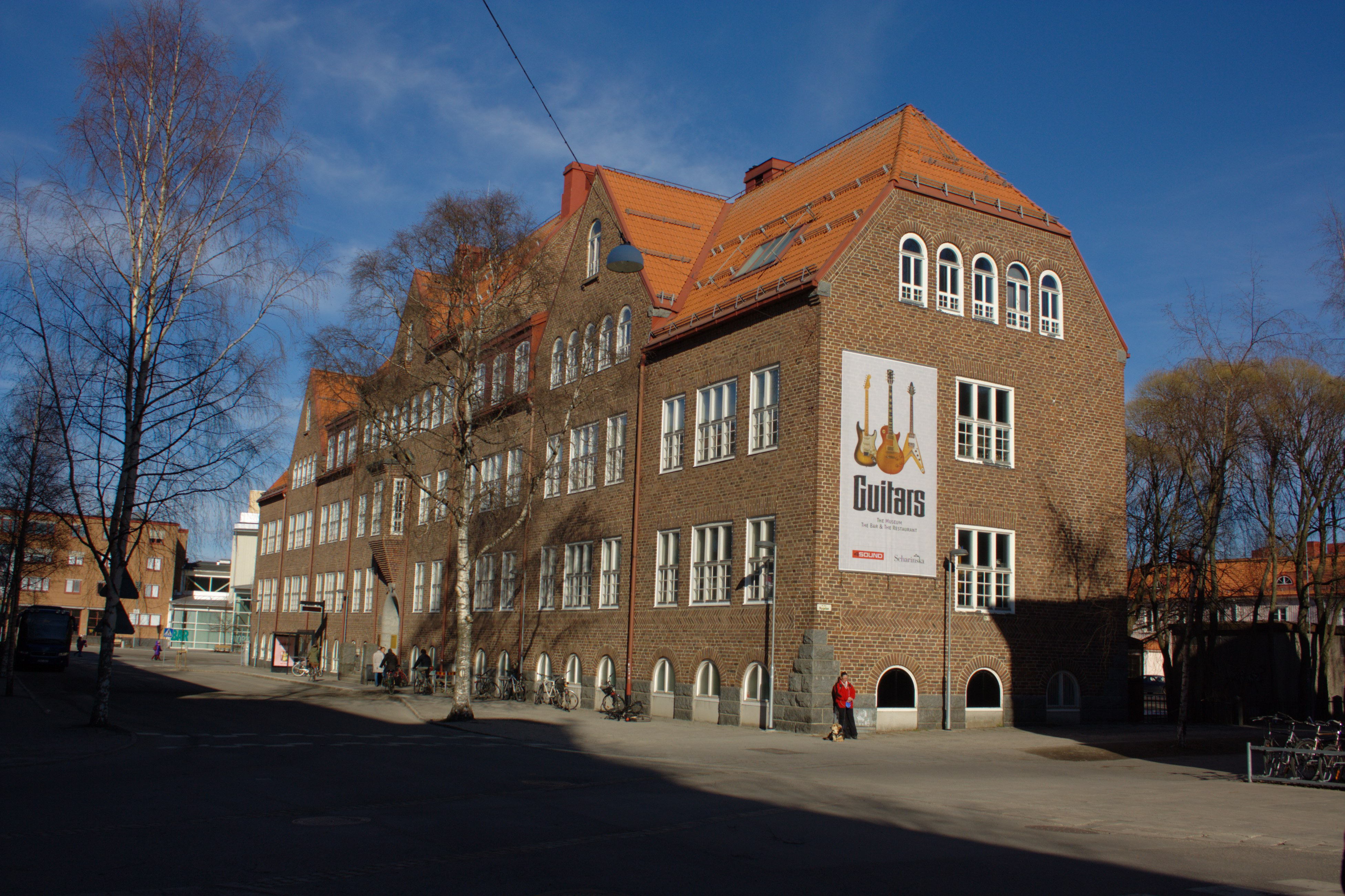
Vasaskolan, Umeå

### Skönlitteratur
- Skum : dramatiskt utkast i en akt / af C-l N[isse]n ; öfversättning från danskan af K[arl]. V[alentin].. Göteborg: Wettergren & Kerber. 1889. Libris 1626399
- Älfvalek jämte andra berättelser. Stockholm: Bonnier. 1893. Libris r18kc2fppw6rpd59. http://hdl.handle.net/2077/58271
- Bröder emellan : Skådespel i 1 akt. Svenska teatern, 99-1250025-3 ; 254. Stockholm: Bonnier. 1895. Libris 1626872
- Solens barn : skizzer från det gamla Peru  : ur ett ännu ej i tryck utgifvet manuskript. Upsala. 1895. Libris 3392369
- Solens barn : bilder från Amerika före Columbus. Göteborg: Wettergren & Kerber. 1896. Libris r18kc2fppw6rpd59. http://hdl.handle.net/2077/57658
- Debet : skådespel i en akt. Örebro. 1897
- Med murslef och mejsel : kulturhistoriska skisser. Stockholm: Bille. 1903. Libris 1727888
- Margareta Dyhres julgåfva : skisser. Stockholm: Bille. 1904. Libris 1727887
- Fosterlandet. Stockholm: Wahlström & Widstrand. 1907. Libris 1616296
- Deklaration : komedi i tre akter. Stockholm: Bille. 1911. Libris 1637662

### Varia
- Forsøg til en middelnedertysk Syntax. Kjøbenhavn: Prior. 1884. Libris 1882448
- Sverige-Danmark : minnen och intryck. Stockholm: Norstedt i distr. 1912. Libris 1637663
- Folkskolebyggnader : ett par ord om deras uppförande och inredning  : med illustrationer över en del av förf:s uppförda eller till uppförande godkända arbeten. Stockholm. 1918. Libris 1307716
- Svensk industri och svenska turistvägar : föredrag, artiklar, recensioner 1924-1927. Göteborg: Göteborgs handelstidn. 1927. Libris 1340938
- Danska utlåtanden i valutafrågan och därtill hörande ämnen 1933-1936 : samlade. Köpenhamn: Utg. 1937. Libris 1374064
- Några bilder ur danskt näringsliv. Stockholm: Seelig. 1939. Libris 1374065

## Filmografi
- 1931 – Markurells i Wadköping
- 1924 – När millionerna rulla
- 1924 – Björn Mörk
- 1922 – Kärlekens ögon
- 1922 – Amatörfilmen
- 1921 – De landsflyktige